# Système d'action concret
Un système d’action concret est un concept sociologique, développé par Michel Crozier et Erhard Friedberg en 1977 dans leur célèbre ouvrage L'acteur et le système.
Dans le cadre de la théorie de l'acteur stratégique, il se définit comme un ensemble d'individus coordonnant ses actions propres par des mécanismes stables et assurant cette stabilité grâce à d'autres mécanismes, régulateurs. Pour Crozier et Friedberg, le système ne renvoie pas à quelque chose de figé. Il s'agit d'un construit social dont la régulation n'est pas naturelle. Celle-ci dépend du jeu caractérisant les stratégies des acteurs.  